# 南林間駅
南林間駅（みなみりんかんえき）は、神奈川県大和市南林間一丁目にある、小田急電鉄江ノ島線の駅である。駅番号はOE 03。

## 歴史

### 年表
- 1929年（昭和4年）4月1日：南林間都市駅（みなみりんかんとしえき）として開設。「直通」の停車駅となる。なお、各停は新宿駅 - 稲田登戸駅（現・向ヶ丘遊園駅）間のみで運行されていた。
- 1941年（昭和16年）10月15日：南林間駅（みなみりんかんえき）へ改称。
- 1945年（昭和20年）6月：「直通」が廃止。各停が全線運行されることとなり、停車駅となる。
- 1946年（昭和21年）10月1日：準急新設、停車駅となる。
- 1955年（昭和30年）3月25日：通勤急行新設、停車駅となる。
- 1965年（昭和40年）11月：急行停車開始。
- 2012年（平成24年）7月26日：行先案内表示器新設、使用開始。

### 駅名の由来
「林間都市計画区域」の南部地域であったことから「南林間都市駅」として開設したが、1941年（昭和16年）に中央林間駅、東林間駅と共に「都市」の文字が駅名より外され、「南林間駅」と改称した。
「林間都市計画」発足以前は「相模ヶ丘駅」となる予定であった。なお、座間市相模が丘は小田急相模原駅西方に当たり、当駅とはかなり離れている。

## 駅構造
相対式ホーム2面2線を有する地上駅。橋上駅舎を備える。
以前は島式ホーム2面4線であり、特急ロマンスカー「えのしま」号などの優等列車が先行列車を追越すことが可能となっていた。しかし、急行10両化に伴い、ホーム有効長を6両から10両へ延長する際、相模大野駅や大和駅に待避線が整備されたことに伴い、待避線2線（旧1・4番ホーム）を廃止、ホームを10両対応化した。旧2番ホームを新1番ホーム、旧3番ホームを新2番ホームに変更している。なお、待避線の跡地は有料自転車駐輪場や改札階行エレベーターなどへ転用された。
トイレは改札内コンコースに設置されている。併設されている多目的トイレはオストメイト対応であり、男女別に1室ずつ設置されている。
2012年（平成24年）7月26日に、行先案内表示器が新設された。

### のりば
| ホーム | 路線     | 方向 | 行先                          |
| ------ | -------- | ---- | ----------------------------- |
| 1      | 江ノ島線 | 下り | 藤沢・片瀬江ノ島方面          |
| 2      | 江ノ島線 | 上り | 相模大野・新宿・ 千代田線方面 |

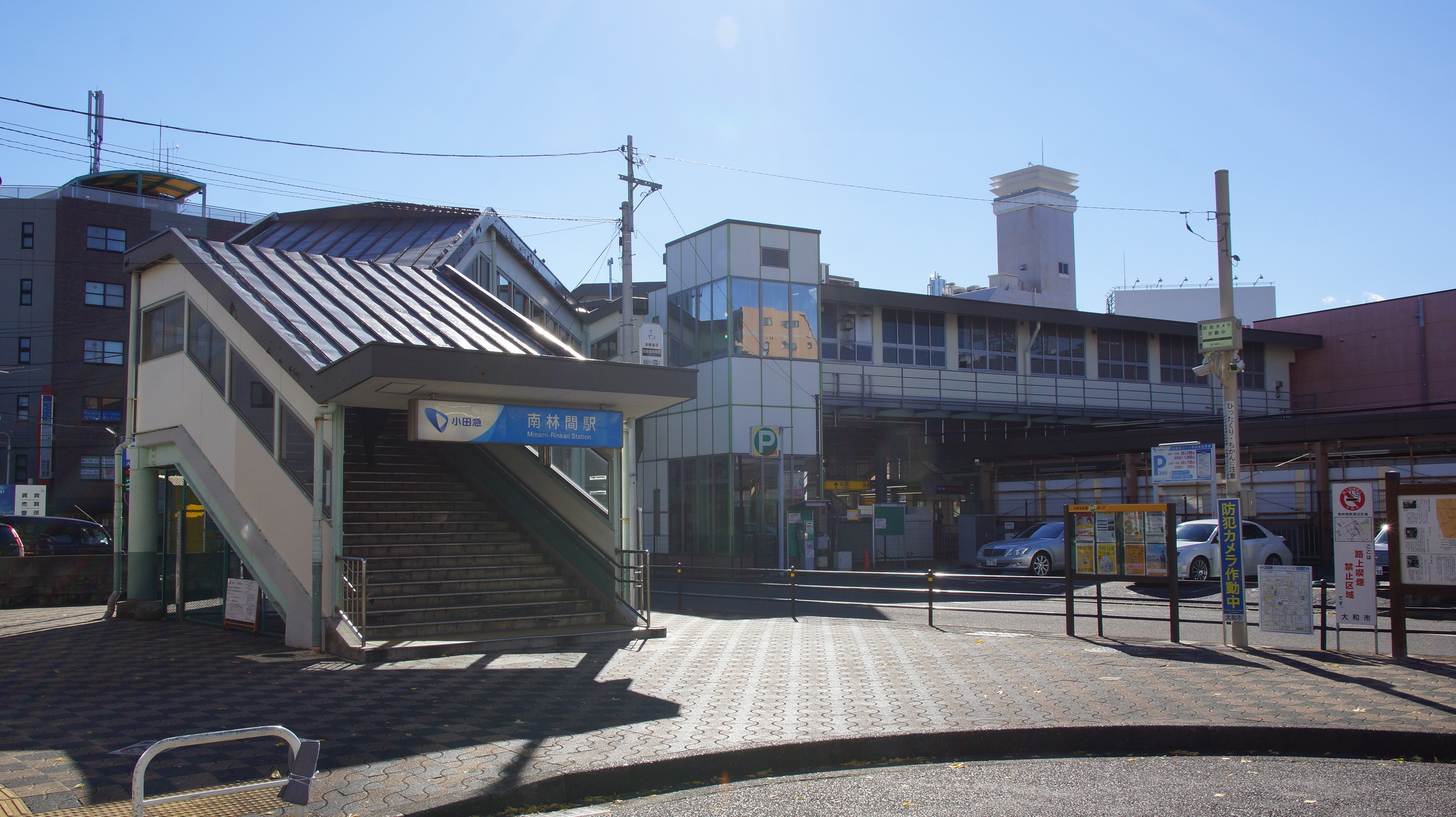
東口（2016年12月）
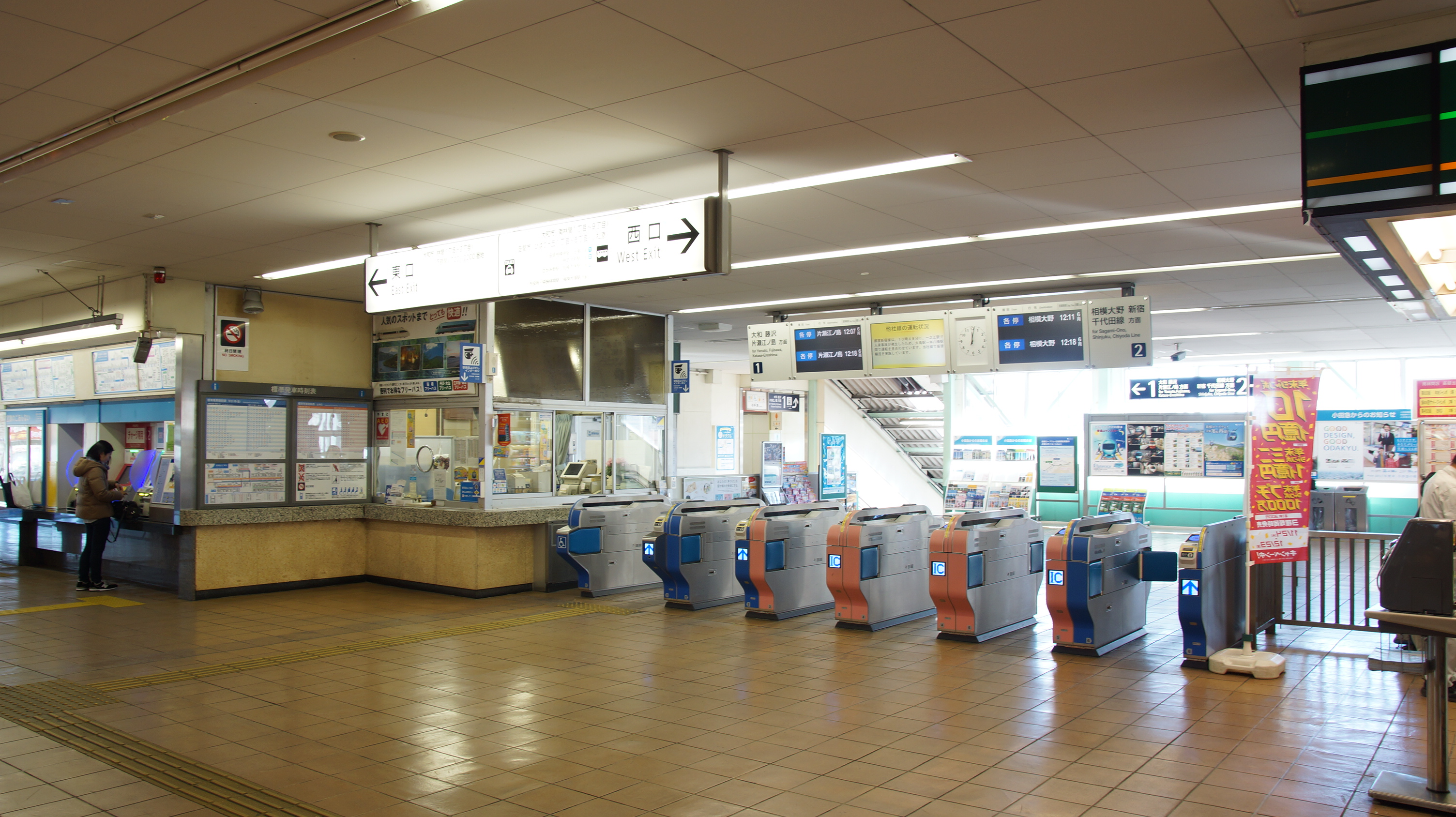
改札口（2016年12月）
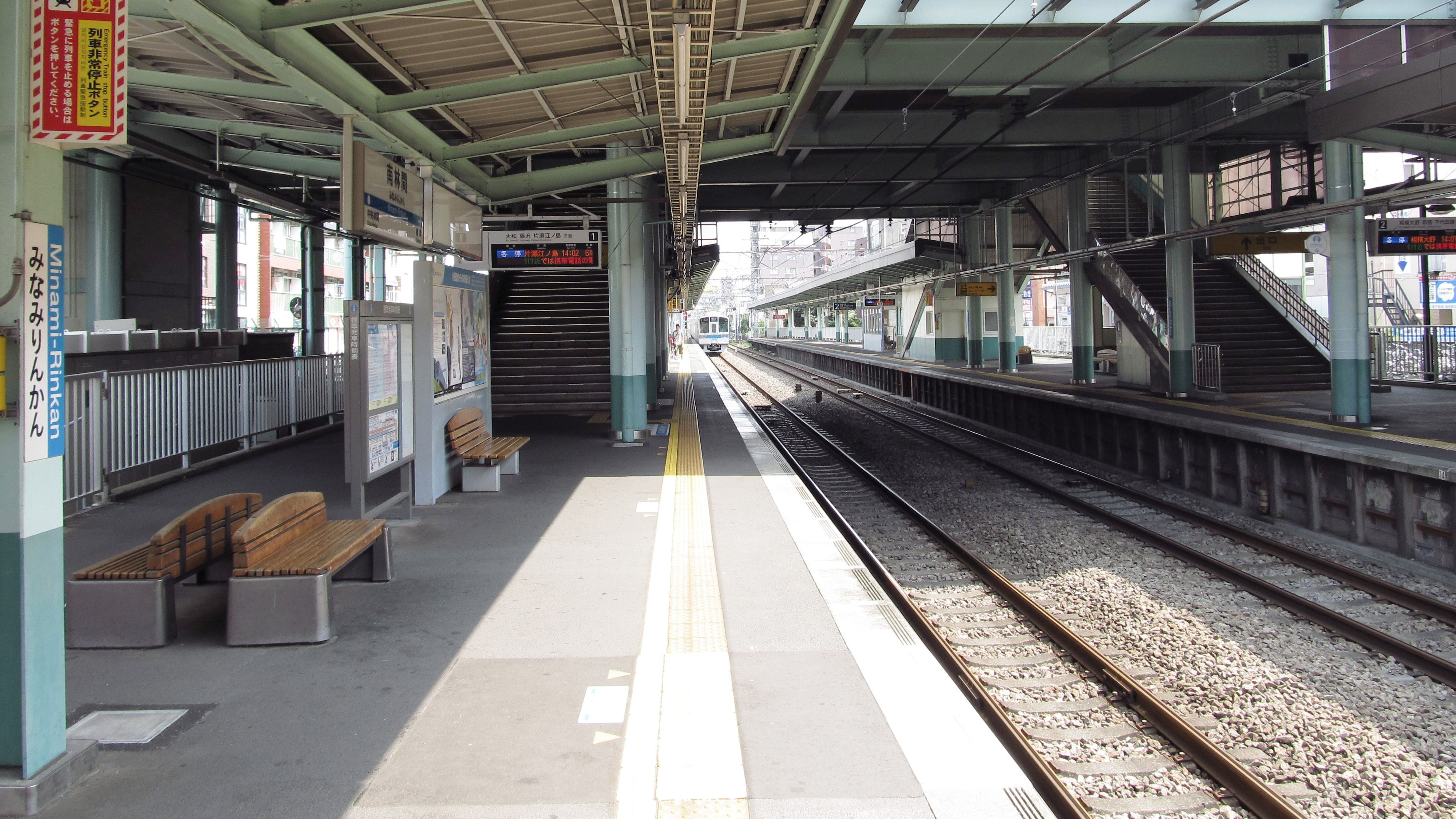
ホーム（2013年7月）
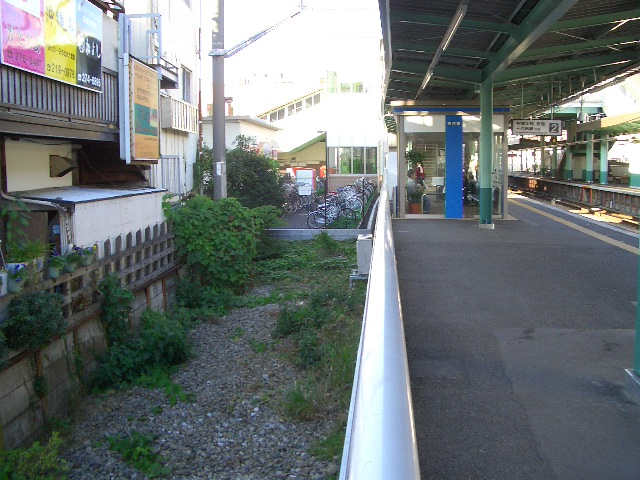
旧4番ホーム待避線跡地（2004年11月）

## 利用状況
2024年度（令和6年度）の1日平均乗降人員は30,634人である（小田急線全70駅中36位）。
近年の1日平均乗降・乗車人員の推移は以下の通り。
| 年度               | 1日平均 乗降人員 | 1日平均 乗車人員 | 出典                |
| ------------------ | ---------------- | ---------------- | ------------------- |
| 1995年（平成07年） |                  | 18,476           | [ 神奈川県統計 1 ]  |
| 1998年（平成10年） |                  | 17,458           | [ 神奈川県統計 2 ]  |
| 1999年（平成11年） |                  | 16,787           | [ 神奈川県統計 3 ]  |
| 2000年（平成12年） |                  | 16,618           | [ 神奈川県統計 3 ]  |
| 2001年（平成13年） |                  | 16,647           | [ 神奈川県統計 4 ]  |
| 2002年（平成14年） | 32,766           | 16,190           | [ 神奈川県統計 5 ]  |
| 2003年（平成15年） | 32,658           | 16,185           | [ 神奈川県統計 6 ]  |
| 2004年（平成16年） | 31,657           | 16,006           | [ 神奈川県統計 7 ]  |
| 2005年（平成17年） | 31,860           | 16,099           | [ 神奈川県統計 8 ]  |
| 2006年（平成18年） | 32,037           | 16,190           | [ 神奈川県統計 9 ]  |
| 2007年（平成19年） | 32,392           | 16,355           | [ 神奈川県統計 10 ] |
| 2008年（平成20年） | 32,671           | 16,422           | [ 神奈川県統計 11 ] |
| 2009年（平成21年） | 31,971           | 16,051           | [ 神奈川県統計 12 ] |
| 2010年（平成22年） | 32,346           | 16,256           | [ 神奈川県統計 13 ] |
| 2011年（平成23年） | 32,278           | 16,214           | [ 神奈川県統計 14 ] |
| 2012年（平成24年） | 32,582           | 16,363           | [ 神奈川県統計 15 ] |
| 2013年（平成25年） | 33,731           | 16,926           | [ 神奈川県統計 16 ] |
| 2014年（平成26年） | 33,581           | 16,832           | [ 神奈川県統計 17 ] |
| 2015年（平成27年） | 33,555           | 16,831           | [ 神奈川県統計 18 ] |
| 2016年（平成28年） | 33,398           | 16,746           | [ 神奈川県統計 19 ] |
| 2017年（平成29年） | 33,976           | 17,034           | [ 神奈川県統計 20 ] |
| 2018年（平成30年） | 34,386           | 17,240           | [ 神奈川県統計 21 ] |
| 2019年（令和元年） | 34,021           | 17,041           | [ 神奈川県統計 22 ] |
| 2020年（令和02年） | 25,915           | 12,983           | [ 神奈川県統計 23 ] |
| 2021年（令和03年） | 27,318           | 13,687           | [ 神奈川県統計 24 ] |
| 2022年（令和04年） | 29,406           |                  |                     |
| 2023年（令和05年） | 30,426           |                  |                     |
| 2024年（令和06年） | 30,634           |                  |                     |

## 駅周辺

### 西口
- Odakyu OX 南林間店
- スーパー生鮮館TAIGA 南林間店
- ミアクチーナ 南林間店
- 認定こども園高座みどり幼稚園
- カンバーランド長老キリスト教会 高座教会
- 愛育病院
- 聖セシリア女子中学校・高等学校
- 南林間駅前郵便局
- 横浜銀行 南林間支店
- きらぼし銀行 南林間支店
- 横浜信用金庫 南林間支店
- 平塚信用金庫 南林間支店
- メガネのパリミキ 南林間店
- auショップ 南林間駅前
- DOJO不動産 南林間駅前
- マツモトキヨシ 南林間店
- 大和警察署 南林間駅前交番

### 東口
- ツルハドラッグ 南林間駅前店
- 大和市立鶴間中学校
- 大和市立林間小学校
- 大和市林間学習センター

### バス路線
以前は東口にも神奈川中央交通が乗り入れていたが廃止され、現在は大和市コミュニティバスが発着している。

#### 南林間駅
- 神奈川中央交通
  - 1番のりば
    - <小02> ひばりが丘一丁目経由・小田急相模原駅行
    - <小03> ひばりが丘一丁目・イオンモール座間経由・小田急相模原駅行
    - <林03> ひばりが丘一丁目経由・イオンモール座間行

  - 2番のりば
    - <台12> 相武台前駅行
- 相鉄バス
  - <綾75> さがみ野駅・相模大塚駅行

#### 小菅不動産南林間店前
- 大和市コミュニティバス「やまとんGO」
  - 中央林間西側地域ルート 左回り

#### 南林間駅東口
- 大和市コミュニティバス「のろっと」
  - 北部ルートA系統 つきみ野駅・中央林間駅方面
  - 北部ルートA系統 オークシティ・市役所方面
- 大和市コミュニティバス「やまとんGO」
  - 中央林間西側地域ルート 右回り
  - 中央林間西側地域ルート 左回り
  - 相模大塚地域ルート 相模大塚駅行

## 隣の駅
小田急電鉄
 江ノ島線

■快速急行
通過
■急行
中央林間駅 (OE 02) - 南林間駅 (OE 03) - 大和駅 (OE 05)
■各駅停車
中央林間駅 (OE 02) - 南林間駅 (OE 03) - 鶴間駅 (OE 04)